# Pyronia cecilia
Pyronia cecilia, de nombre común lobito listado, es una mariposa ropalócero de la familia Nymphalidae.

## Distribución
Se distribuye por Marruecos, Argelia, Túnez, Libia, España, Portugal, sur de Francia, Italia, suroeste de los Balcanes, oeste de Grecia y noroeste de Turquía.

## Descripción
De tamaño relativamente pequeño, tiene el anverso naranja con amplios márgenes marrones donde destacan los ocelos. Su reverso es  críptico.

(Los androconios de los machos son fácilmente visibles gracias a una mancha marrón al anverso de las alas anteriores.)

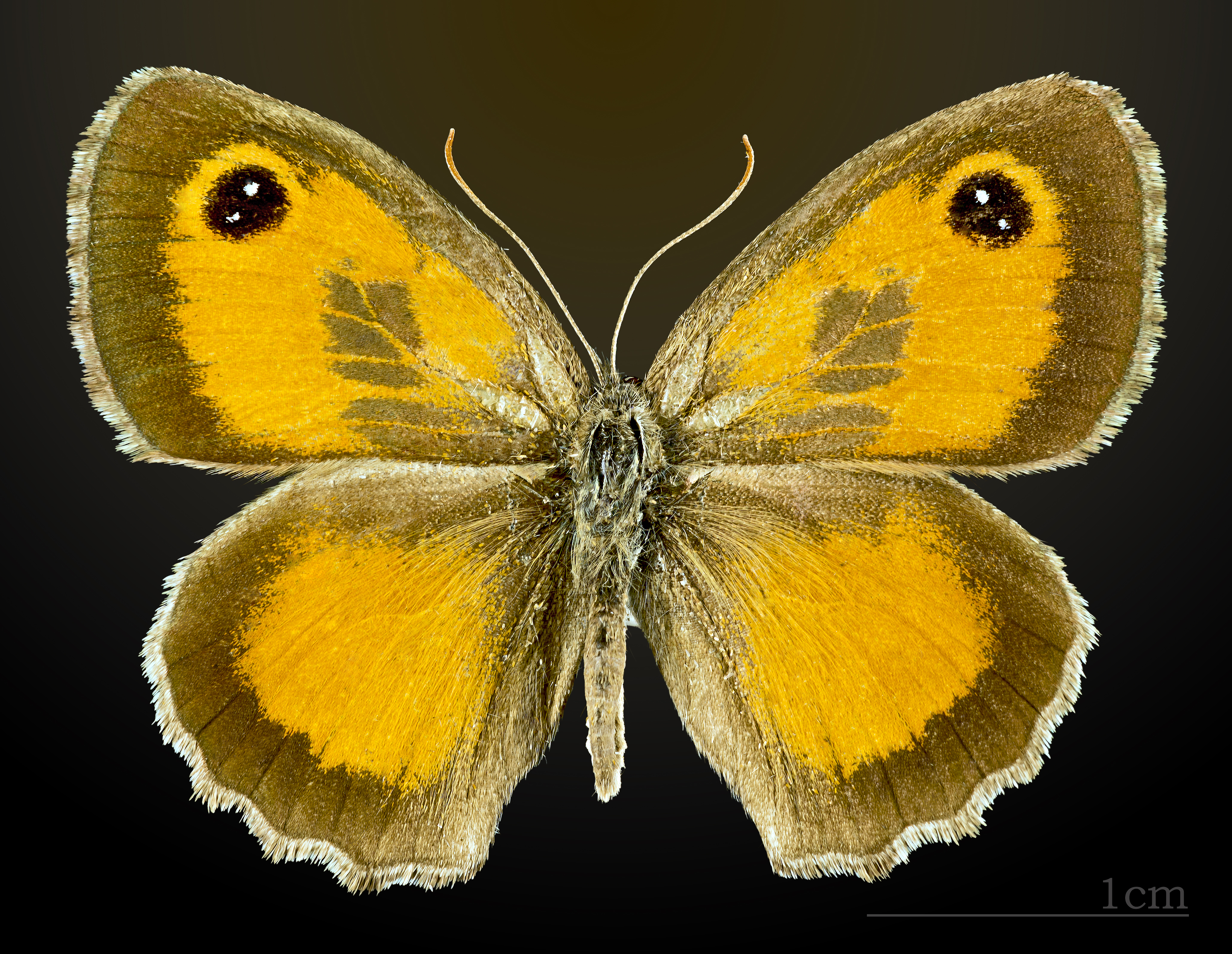
Pyronia cecilia ♂
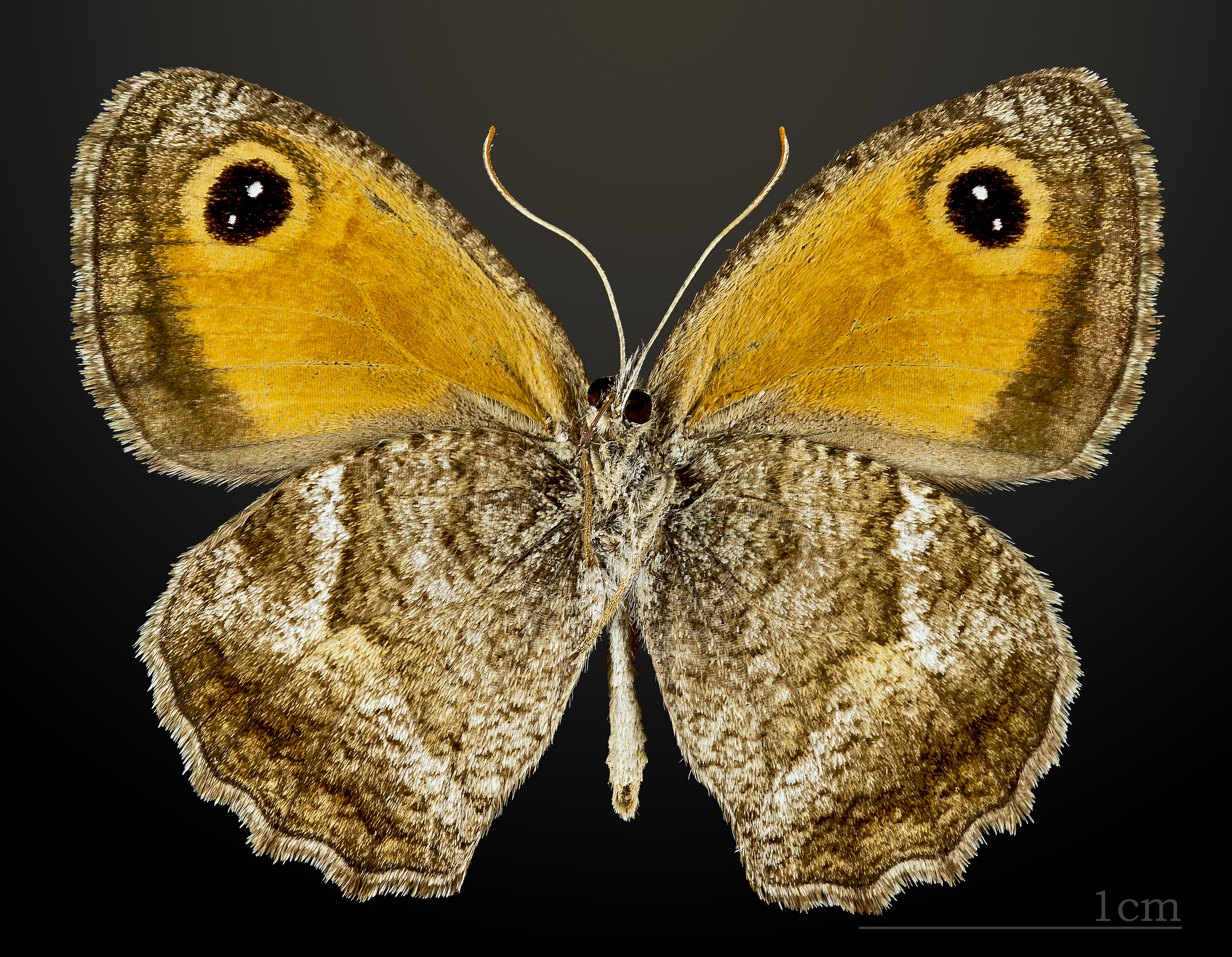
Pyronia cecilia ♂  △
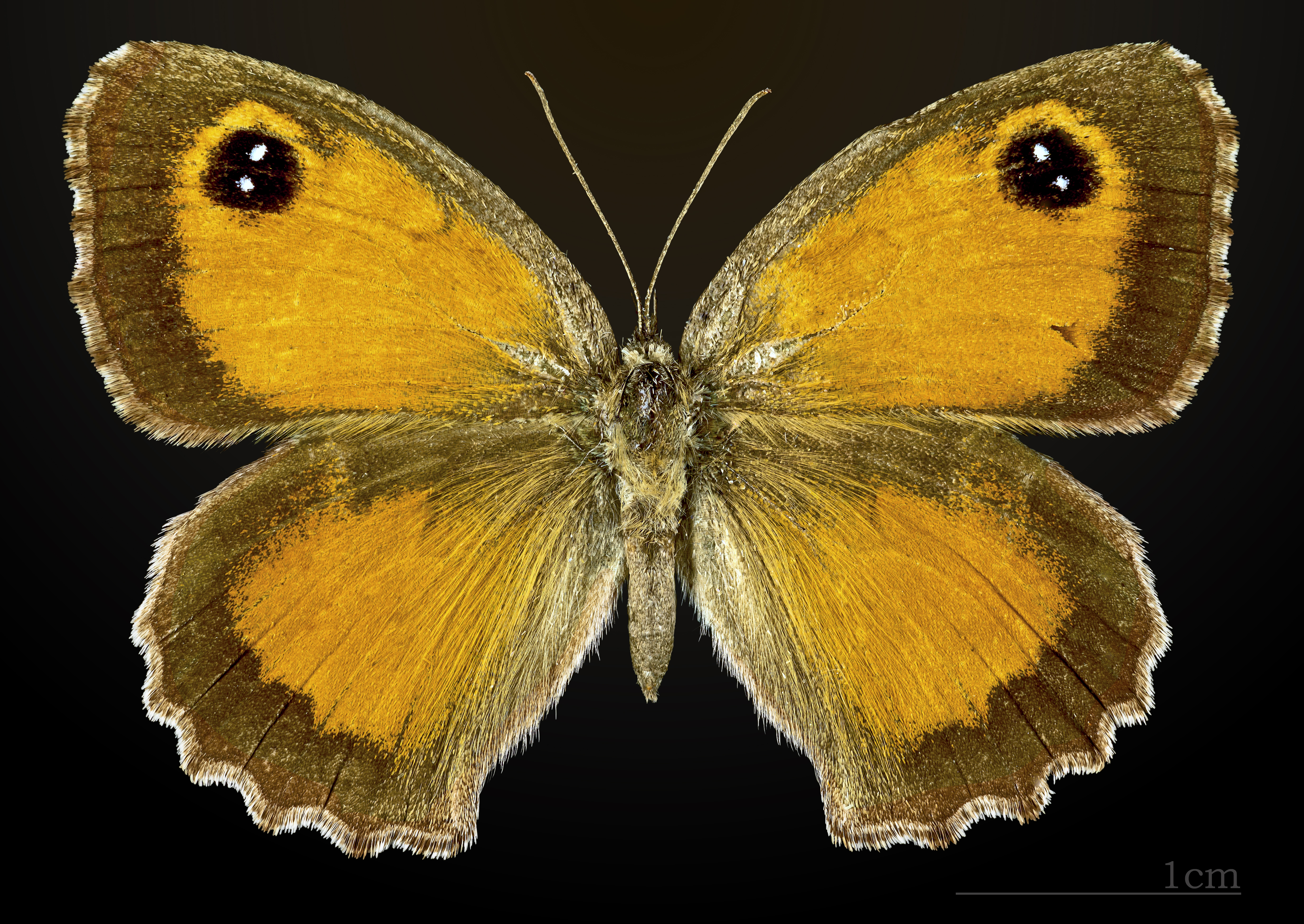
Pyronia cecilia ♀
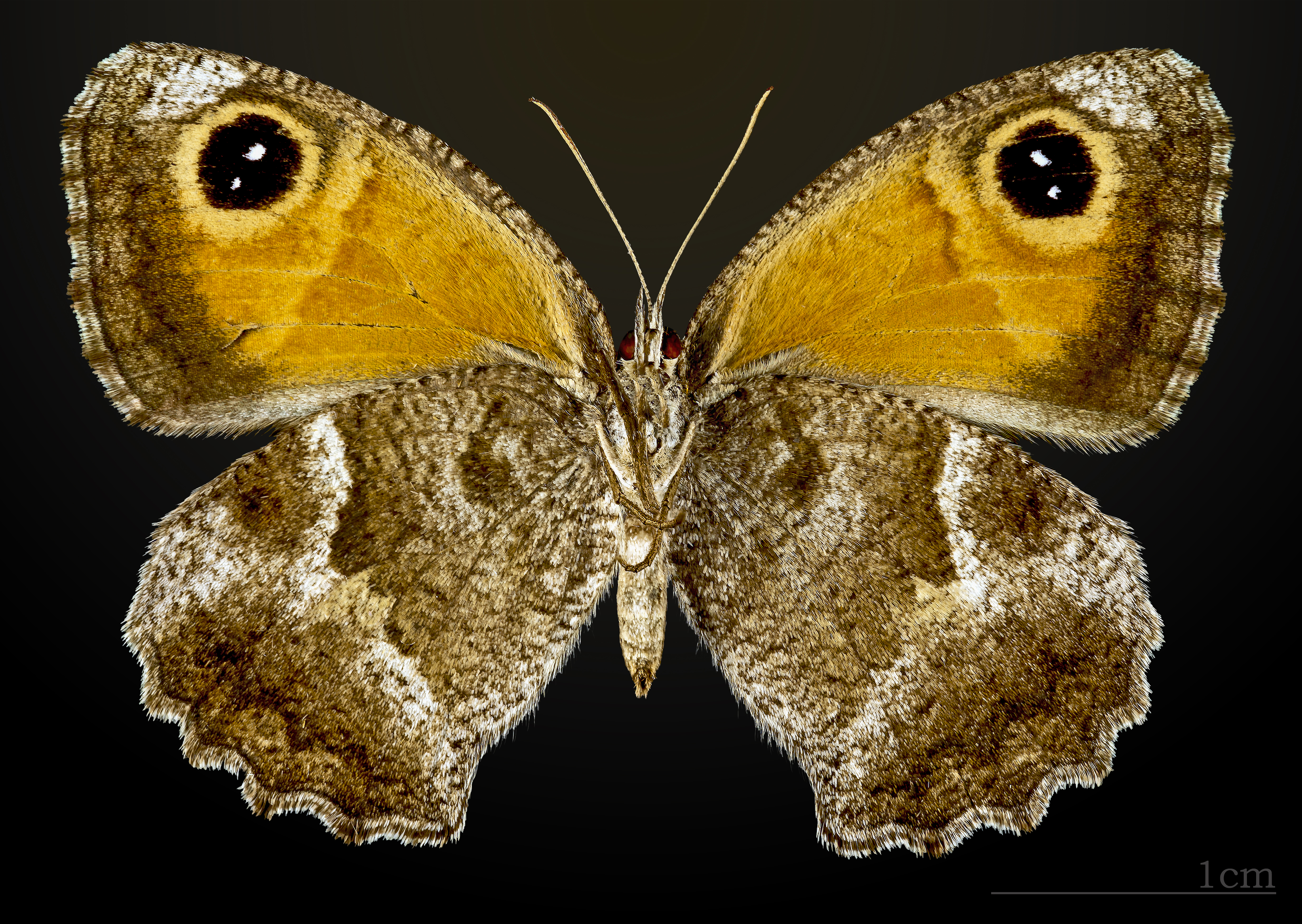
Pyronia cecilia  ♀ △

## Biología
Vuela en una generación entre junio y agosto. (Voltinismo)
Habita en zonas secas y cálidas. La oruga se alimenta de varias gramíneas como Brachypodium, Aira, Poa, Deschampsia y Festuca.

## Especies ibéricas similares
- Pyronia tithonus
- Pyronia bathseba